# Matthew Tindal
Matthew Tindal (1657-16 de agosto de 1733) fue un eminente deísta y autor Inglés. Sus obras fueron muy influyentes en los albores de la Ilustración, provocaron una gran controversia y desafiaron el consenso cristiano de su tiempo.

## Vida
Tindal fue bautizado el 12 de mayo de 1657 en Bere Ferrers en Devon, hijo del reverendo John Tindal, que era rector de la parroquia, y su esposa Anne Halse. A través de su madre, era primo hermano de Thomas Clifford, 1st Lord Clifford of Chudleigh, y por lo tanto descendía de Clifford y Fortescue familias.
Tindal estudió artes y leyes en el Lincoln College, Oxford, bajo la dirección del alto eclesiástico George Hickes, decano de Worcester, y luego en el Exeter College, Oxford; en 1678 fue elegido miembro del All Souls College (colegio de todas las almas). En una oportuna profesión de fe, en 1685 vio "que, según sus nociones de la Alta Iglesia, no se podía justificar una separación de la  Iglesia de Roma", y en consecuencia se unió a este último. Pero discerniendo "los absurdos del papado", regresó a la Iglesia de Inglaterra en la Pascua de 1688.
Entre principios de la década de 1690 y su muerte en 1733, Tindal realizó importantes contribuciones en diversas áreas. Como abogado adjunto del juez de la flota, tuvo una gran influencia en la jurisprudencia sobre la piratería, como sus contribuciones al juicio de 1693 y 1694 de John Golden (John Golden. Su oportuno panfleto sobre la libertad de prensa influyó enormemente en el fin del requisito legal de que todas las publicaciones tuvieran una licencia antes de ser impresas. Su libro "Derechos de la Iglesia Cristiana" tuvo un impacto inmenso en las relaciones entre la iglesia y el estado y en el crecimiento del librepensamiento. El "cristianismo tan antiguo como la creación" de Tindal (1730) fue la última declaración de la comprensión deísta del cristianismo y fue muy influyente en Inglaterra y en el continente.

## Funciona

### Obras tempranas
Sus primeras obras fueron un "Ensayo de obediencia a los poderes supremos" (1694); un "Ensayo sobre el poder del magistrado y los derechos de la humanidad en materia de religión" (1697); y La libertad de prensa (1698). La primera de sus dos obras más grandes, Los derechos de la Iglesia cristiana afirmados contra los romanos y todos los demás sacerdotes que reclaman un poder independiente sobre ella, pt. i., apareció de forma anónima en 1706 (2ª ed., 1706; 3ª, 1707; 4ª, 1709). El libro fue considerado en su día como una defensa contundente de la teoría erastiana (Erastianismo) de la supremacía del estado sobre la Iglesia, y al mismo tiempo provocó críticas y abusos.
Después de que fracasaran varios intentos de proscribir la obra, el 14 de diciembre de 1707 triunfó un caso contra el autor, el editor y el impresor, y otro contra un librero por vender un ejemplar al día siguiente. La acusación no impidió la publicación de una cuarta edición y le dio al autor la oportunidad de publicar "Una defensa de los derechos de la Iglesia cristiana", en dos partes (2ª ed., 1709). El libro fue, por orden de la Cámara de los Comunes, quemado, junto con el sermón de Sacheverell, por el verdugo común (1710). Continuó siendo objeto de denuncia durante años, y Tindal creía que el Dr. Gibson, obispo de Londres, lo acusaba en una Carta pastoral de haber socavado la religión y promovido el ateísmo y la infidelidad — una acusación a la que respondió en el tratado anónimo, Un discurso a los habitantes de Londres y Westminster, una segunda y más grande edición del cual apareció en 1730. En este tratado hace una valiente defensa de los deístas, y anticipa aquí y allá su cristianismo tan antiguo como la creación.

### El cristianismo tan antiguo como la creación
El cristianismo tan antiguo como la creación; or, the Gospel a Republication of the Religion of Nature (Londres, 1730, 2.ª ed., 1731; 3.ª, 1732; 4.ª, 1733), llegó a ser considerada como la "Biblia" del deísmo. Realmente fue sólo la primera parte de toda la obra, y la segunda, aunque escrita y confiada en manuscrito a un amigo, nunca vio la luz. El trabajo evocó muchas respuestas, de las cuales las más capaces fueron James Foster (James Foster (1730), John Conybeare (1732), John Leland John Leland(1733) y Obispo Butler (1736).
El cristianismo tan antiguo como la creación fue traducido al alemán por J. Lorenz Schmidt (1741), y de él data la influencia del deísmo inglés en la teología alemana. Tindal probablemente había adoptado los principios que expone antes de escribir su ensayo de 1697. Reivindicó el nombre de "cristiano deísta", sosteniendo que el verdadero cristianismo es idéntico a la religión eterna de la naturaleza.
Waring afirma que "El cristianismo tan antiguo como la creación" de Tindal (1730) "se convirtió, muy pronto después de su publicación, en el centro de la controversia deísta. Porque casi todos los argumentos, citas y temas planteados durante décadas se pueden encontrar aquí. , el trabajo a menudo se denomina 'la Biblia deísta'".
A diferencia del sistema anterior de Lord Herbert of Cherbury que se basaba en la noción de ideas innatas, el sistema de Tindal se basaba en los principios del empírico de  Locke. Asumió las antítesis deístas tradicionales de revelaciones y religiones externas e internas, positivas y naturales. Parte de los supuestos de que la verdadera religión debe, por la naturaleza de Dios y de las cosas, ser eterna, universal, simple y perfecta; que esta religión no puede consistir sino en los deberes simples y universales hacia Dios y el hombre, consistiendo los primeros en el cumplimiento de los segundos, es decir, en la práctica de la moralidad.
El sistema moral del autor, es esencialmente utilitarismo. La verdadera religión revelada es simplemente una republicación de la religión de la naturaleza o de la razón, y el cristianismo, si es la religión perfecta, sólo puede ser esa republicación, y debe ser tan antigua como la creación. La misión especial del cristianismo, por lo tanto, es simplemente liberar a los hombres de la superstición que había pervertido la religión de la naturaleza. El verdadero cristianismo debe ser un "servicio perfectamente razonable", la razón debe ser suprema, y las Escrituras, así como todas las doctrinas religiosas, deben someterse; sólo pueden considerarse Escritura divina aquellos escritos que tienden al honor de Dios y al bien del hombre.
La 'Biblia deísta' de Tindal redefinió el fundamento de la epistemología deísta como conocimiento basado en la experiencia o la razón humana. Esto efectivamente amplió la brecha entre los cristianos tradicionales y lo que él llamó "cristianos deístas", ya que esta nueva fundación requería que la verdad revelada fuera validada a través de la razón humana. En "El cristianismo tan antiguo como la creación", Tindal articula muchas facetas destacadas del deísmo que han seguido caracterizando esa creencia a lo largo de los siglos posteriores hasta la actualidad:
- Argumenta en contra de la revelación especial: "Dios dispuso que toda la Humanidad supiera en todo momento, lo que quiere que sepan, crean, profesen y practiquen; y no les ha dado otros Medios para esto, sino el Uso de la Razón".